# Earinus bourguignoni
Earinus bourguignoni är en stekelart som beskrevs av Braet 2002. Earinus bourguignoni ingår i släktet Earinus och familjen bracksteklar. Inga underarter finns listade i Catalogue of Life.